# Крокодил Гена і його друзі
«Крокодил Гена і його друзі» (рос. Крокодил Гена и его друзья) — дитяча казкова повість Едуарда Успенського, перший із циклу творів про Чебурашку та крокодила Гену.

## Історія
Повість вперше була опублікована 1966 року у видавництві «Дитяча література» з ілюстраціями Валерія Алфєєвського, потім багаторазово перевидавалася. Це перший прозовий твір Успенського, за рік до цього він випустив дебютну поетичну збірку «Смішний слоненя»
У 1969 році за мотивами повісті режисером Романом Качановим було знято мультфільм «Крокодил Гена», в якому вперше з'явилися анімаційні персонажі крокодила Гени, Чебурашки та баби Шапокляк, візуальні образи яких принципово не змінювалися дотепер і були широко розтиражовані.
Після успіху мультфільму виходили п'єси, створені у співавторстві з Р. Качановим — «Відпустка крокодила Гени» (за п'єсою було знято мультфільм «Шапокляк») та інші. Пізніше з'явилися нові продовження з тими самими основними героями, написані самим Едуардом Успенським чи співавторстві з іншими авторами. У Японії з них випустили кілька мультфільмів і телесеріал.
У 2012 році повість увійшла до списку 100 книг для школярів, рекомендований Міносвіти Росії учням середніх шкіл для самостійного читання.
У вступі автор розповідає про улюблені іграшки свого дитинства, до яких належали гумовий крокодил на ім'я Гена, пластмасова лялька Галя та плюшеве звірятко з дивною назвою Чебурашка. Вони стали головними героями повісті.
Чебурашка жив у густому тропічному лісі. Якось він знайшов ящик апельсинів, забрався до нього і так опинився в іншій країні, куди апельсини привезли на продаж. Він почав працювати в магазині знижених у ціні товарів і жити в телефонній будці поряд з магазином. У тому ж місті мешкав крокодил Гена, який працював у зоопарку крокодилом. Він жив у окремій квартирі та страждав від самотності. Якось Гена розвісив у місті оголошення із пропозицією дружби. На оголошення відгукнулася дівчинка Галя, а невдовзі прийшов і Чебурашка. Всі троє стали дружити та зустрічатися в гостях у Гени